# Poodytes carteri
Poodytes carteri é uma espécie de ave da família Locustellidae.
É encontrada apenas na Austrália.